# Phân tích thời tiết bề mặt

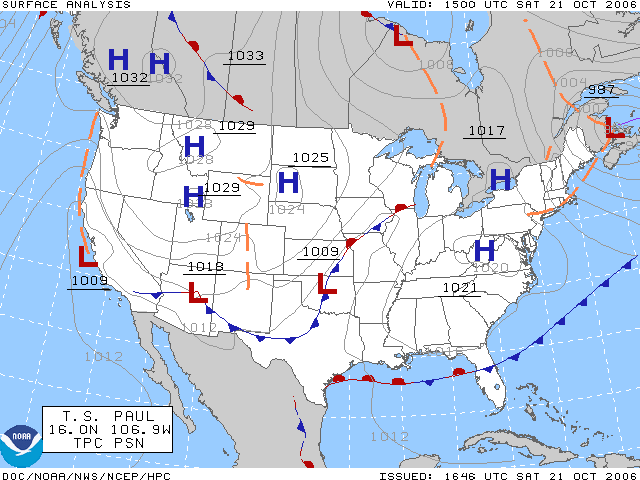
Một phân tích thời tiết bề mặt cho Hoa Kỳ vào ngày 21 tháng 10 năm 2006. Vào thời điểm đó, bão Paul (2006) đã hoạt động (Paul sau đó trở thành một hurricane).

Phân tích thời tiết bề mặt là một loại bản đồ thời tiết đặc biệt cung cấp một cái nhìn về các yếu tố thời tiết trên một khu vực địa lý tại một thời điểm nhất định dựa trên thông tin từ các trạm thời tiết dựng trên mặt đất .
Bản đồ thời tiết được tạo ra bằng cách vẽ hoặc tra cứu các giá trị của các số liệu liên quan như áp suất mặt biển, nhiệt độ, và che phủ mây lên một bản đồ địa lý để giúp tìm các tính năng quy mô lớn như các frông thời tiết.
Các bản đồ thời tiết đầu tiên trong thế kỷ 19 đã được vẽ rõ ràng theo các sự kiện để giúp đưa ra một giả thuyết về các hệ thống bão. Sau sự xuất hiện của điện tín, các quan sát thời tiết đồng thời lần đầu tiên có thể thực hiện được, và bắt đầu vào cuối những năm 1840, Viện Smithsonian trở thành tổ chức đầu tiên thu thập phân tích bề mặt thời gian thực. Việc sử dụng các phân tích bề mặt đã bắt đầu ở Hoa Kỳ, lan rộng khắp thế giới trong những năm 1870. Sử dụng mô hình xoáy thuận của Na Uy để phân tích frông bắt đầu vào cuối những năm 1910 trên khắp châu Âu, với việc sử dụng nó cuối cùng đã lan sang Hoa Kỳ trong Thế chiến II.
Phân tích thời tiết bề mặt có các biểu hiệu đặc biệt cho thấy các hệ thống frông, mây che phủ, mưa, hoặc các thông tin quan trọng khác. Ví dụ, một H có thể đại diện cho áp suất cao, ngụ ý bầu trời trong lành và thời tiết tương đối ấm. Một L, mặt khác, có thể đại diện cho áp suất thấp, thường đi kèm với mưa. Các biểu tượng khác nhau được sử dụng không chỉ cho các khu vực frông và các ranh giới bề mặt khác trên bản đồ thời tiết mà còn để mô tả thời tiết hiện tại tại các vị trí khác nhau trên bản đồ thời tiết. Khu vực mưa giúp xác định kiểu và vị trí của frông.

## Lịch sử phân tích bề mặt

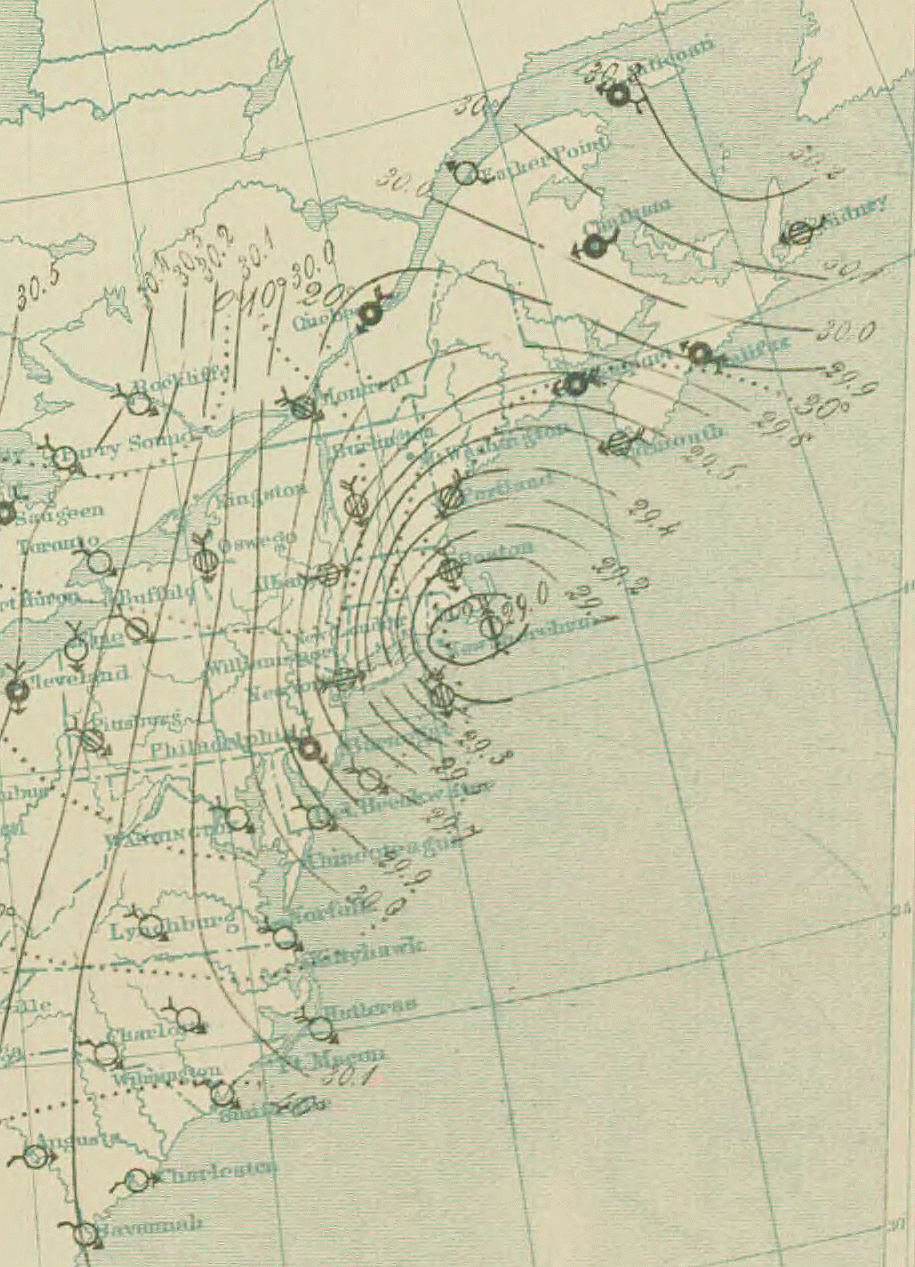
Phân tích bề mặt của Great Blizzard năm 1888 vào ngày 12 tháng 3 năm 1888 lúc 10 giờ tối

Việc sử dụng biểu đồ thời tiết theo nghĩa hiện đại bắt đầu ở phần giữa của thế kỷ 19 để đưa ra một giả thuyết về các hệ thống bão. Sự phát triển của một mạng lưới điện báo vào năm 1845 đã làm cho việc thu thập thông tin thời tiết từ nhiều địa điểm xa nhau nhanh chóng đủ để bảo vệ giá trị cho các ứng dụng thời gian thực. Viện Smithsonian đã phát triển mạng lưới các nhà quan sát ở nhiều vùng Trung và Đông Hoa Kỳ giữa những năm 1840 và 1860. Quân đội Hoa Kỳ đã được thừa hưởng hệ thống này giữa 1870 và 1874 theo một đạo luật của Quốc hội, và sau đó nó đã mở rộng nó ra bờ biển phía tây.
Dữ liệu thời tiết lúc đầu không hữu ích do kết quả của những thời điểm khác nhau khi quan sát thời tiết được thực hiện. Những nỗ lực đầu tiên trong thời gian chuẩn hóa được tổ chức tại Anh vào năm 1855. Toàn bộ Hoa Kỳ cuối cùng cũng không chịu ảnh hưởng của các múi giờ cho đến năm 1905, khi Detroit thành lập thời giờ chuẩn. Các nước khác theo gương Hoa Kỳ trogn việc quan sát thời tiết đồng thời, bắt đầu từ năm 1873. Các nước khác sau đó bắt đầu chuẩn bị các phân tích bề mặt. Việc sử dụng các vùng frông trên các bản đồ thời tiết đã không xuất hiện cho đến khi đưa ra mô hình xoáy thuận của Na Uy vào cuối những năm 1910, bất chấp nỗ lực trước đó của Loomis theo một quan niệm tương tự vào năm 1841. Kể từ khi cạnh hàng đầu của thay đổi khối lượng không khí giống như các mặt trận quân sự của chiến tranh thế giới thứ nhất, thuật ngữ "frông" đã được sử dụng để đại diện cho những dòng này.

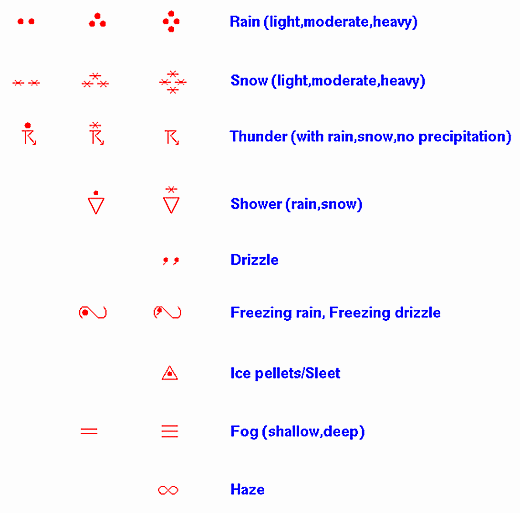
Các biểu hiệu thời tiết hiên tại được dùng trên bản đồ thời tiết

Mặc dù có sự giới thiệu của mô hình xoáy thuận ở Nauy ngay sau Thế chiến I, Hoa Kỳ đã không chính thức phân tích mặt trận phân tích các frông trên phân tích bề mặt cho đến cuối năm 1942, khi Trung tâm Phân tích WBAN mở cửa tại trung tâm thành phố Washington, D.C.. Nỗ lực để tự động hoá bản đồ vẽ bắt đầu ở Hoa Kỳ vào năm 1969, với quá trình hoàn thành trong những năm 1970. Hồng Kông đã hoàn thành quá trình vẽ bề mặt tự động vào năm 1987. Vào năm 1999, hệ thống máy tính và phần mềm cuối cùng đã trở nên tinh vi để có thể cho phép lớp phủ trên cùng một máy tính hình ảnh vệ tinh, hình ảnh radar và các mô hình có nguồn gốc từ các lĩnh vực như độ dày không khí và sự hình thành frông kết hợp với các quan sát bề mặt để làm cho phân tích bề mặt được tốt nhất. Ở Hoa Kỳ, sự phát triển này đã đạt được khi các trạm máy tính của Intergraph được thay thế bởi các trạm làm việc n-AWIPS . Vào năm 2001, các phân tích bề mặt khác nhau được thực hiện trong Dịch vụ Thời tiết Quốc gia đã được kết hợp với Phân tích Bề Mặt Hợp nhất, được phát ra sáu giờ một lần và kết hợp các phân tích của bốn trung tâm khác nhau. Những tiến bộ gần đây trong cả hai lĩnh vực khí tượng học và các hệ thống thông tin địa lý đã giúp bạn có thể tạo bản đồ thời tiết phù hợp. Thông tin thời tiết có thể nhanh chóng được kết hợp với các chi tiết địa lý có liên quan. Ví dụ, điều kiện đóng băng có thể được vẽ lên mạng lưới đường bộ. Điều này có thể sẽ tiếp tục dẫn đến những thay đổi trong cách phân tích bề mặt được tạo ra và hiển thị trong vài năm tới . Dự án pressureNET là một nỗ lực liên tục để thu thập dữ liệu áp suất bề mặt bằng điện thoại thông minh.

## Mô hình trạm dùng trên bản đồ thời tiết

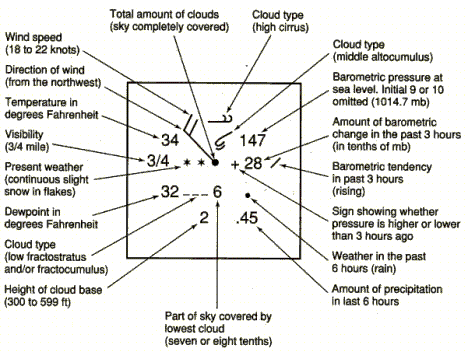
Mô hình trạm vẽ trên Phân tích thời tiết bề mặt

Khi phân tích bản đồ thời tiết, một mô hình trạm được vẽ tại mỗi điểm quan sát. Trong mô hình trạm, nhiệt độ, điểm sương, tốc độ và hướng gió, áp suất khí quyển, xu hướng áp suất, và thời tiết đang diễn ra được vẽ. Vòng tròn ở giữa tượng trưng cho đám mây; phần được điền vào trong đó đại diện cho mức độ u ám. Bên ngoài Hoa Kỳ, nhiệt độ và điểm sương được vẽ bằng độ Celsius. Các điểm rào chắn gió chỉ hướng từ đó gió đang đến. Mỗi lá cờ đầy đủ trên gió tạo thành 10 knot (19 km/h) gió, mỗi nửa cờ đại diện cho 5 hải lý (9 km/h). Khi gió đạt tới 50 hải lý (93 km/h), một tam giác được lấp đầy được sử dụng cho mỗi 50 hải lý (93 km/h) gió. Ở Hoa Kỳ, mưa rơi được vẽ ở góc của mô hình trạm là bằng inch. Đơn vị đo lượng mưa tiêu chuẩn quốc tế là milimet. Một khi bản đồ có một trường của các mô hình trạm vẽ, các isobars phân tích (các đường có áp xuất ngang nhau), isallobars (các đường của sự thay đổi áp suất bằng nhau), isotherms (các đường có nhiệt độ bằng nhau), và isotachs (các đường có tốc độ gió tương đương) được vẽ. Các ký hiệu thời tiết trừu tượng được tạo ra để chiếm ít chỗ nhất có thể có trên bản đồ thời tiết.

## Đặc điểm quy mô lớn
Đặc điểm quy mô lớn là một trong những kích thước có quy mô lớn, dài hơn vài trăm cây số. Hệ thống áp suất di động và khu vực frông tồn tại ở quy mô này.

### Trung tâm áp suất

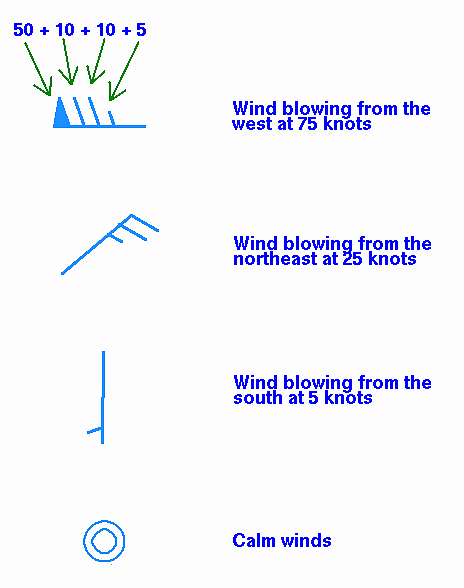
diễn giải ký hiệu gió

Các trung tâm các vùng cao và áp suất thấp bề mặt được tìm thấy trong các đường đẳng áp (isobar) khép kín trên một phân tích thời tiết bề mặt là cực đại và cực tiểu tuyệt đối trong trường áp suất và có thể cho người dùng biết ngay về thời tiết chung quanh vùng đó. Bản đồ thời tiết ở các nước nói tiếng Anh sẽ miêu tả mức cao của họ là Hs và thấp nhất là Ls, trong khi các quốc gia nói tiếng Tây Ban Nha sẽ miêu tả mức cao của họ như As và thấp nhất là Bs 

#### Áp suất thấp
Hệ thống áp suất thấp, hay còn gọi là xoáy thuận, nằm ở cực tiểu trong trường áp suất. Xoay quay vào bên trong tại bề mặt và ngược chiều kim đồng hồ ở bán cầu bắc trái ngược với vào trong và cùng chiều kim đồng hồ ở nam bán cầu do lực Coriolis. Thời tiết thường không ổn định trong vùng lân cận của một xoáy thuận, mây gia tăng, gió tăng lên, nhiệt độ tăng lên, và chuyển động đi lên trong bầu khí quyển, dẫn đến gia tăng cơ hội mưa. Polar low có thể hình thành trên các vùng biển đại dương tương đối ôn hòa khi không khí lạnh tràn vào từ chỏm băng. Nước tương đối ấm hơn dẫn đến sự đối lưu đi lên, gây ra sự hình thành vùng áp suất thấp và mưa thường ở dạng tuyết. Xoáy thuận nhiệt đới và bão mùa đông là những phiên bản khác nhau về cường độ của áp suất thấp. Trên mặt đất, thermal low cho biết thời tiết nóng trong mùa hè.

#### Áp suất cao
Các hệ thống áp suất cao, còn được gọi là xoáy nghịch, quay ra ngoài bề mặt và theo chiều kim đồng hồ ở bán cầu bắc trái ngược với hướng ra bên ngoài và ngược chiều kim đồng hồ ở Nam bán cầu. Dưới áp suất cao bề mặt, không khí được làm nóng lên một chút do lực nén, dẫn đến bầu trời rõ ràng hơn, gió nhẹ hơn và giảm cơ hội gây ra mưa . Không khí đi xuống thì khô, do đó ít năng lượng hơn cần thiết để tăng nhiệt độ của nó. Nếu áp suất cao vẫn tồn tại, ô nhiễm không khí sẽ tăng lên do các chất ô nhiễm bị mắc kẹt gần bề mặt do sự chuyển động giảm đi liên quan đến áp suất cao .

### Frông

Ví dụ xoáy thuận tách biệt. Điểm ngã ba là giao điểm của các frông lạnh, nóng, và bị tách biệt.

Frông trong khí tượng học là các cạnh hàng đầu của khối lượng không khí có mật độ, nhiệt độ không khí, và độ ẩm khác với khối lượng không khí mà nó xâm chiếm. Khi một khối không khí đi qua một khu vực, nó được đánh dấu bằng những thay đổi về nhiệt độ, độ ẩm, tốc độ và hướng gió, áp suất khí quyển, và thường là sự thay đổi trong mô hình mưa. Sự thay đổi này được gọi là frông, dù là nóng hay lạnh. Frông lạnh phát triển khi khối lượng không khí lạnh, thường di chuyển về hướng đường xích đạo từ vùng cực của khu vực có áp suất cao, tương tác với không khí ẩm ướt của hệ thống áp suất thấp. Các frông phát triển ở hàng đầu của khối không khí lạnh và quấn quanh (theo chiều kim đồng hồ ở bắc bán cầu) vùng áp suất thấp. Một frông cực có thể hình thành khoảng chừng dọc theo cạnh xích đạo của dòng cực cao. Các frông được hướng dẫn bởi gió ở phía trên, nhưng chúng thường di chuyển ở tốc độ thấp hơn so với những luồng gió đó. Ở bán cầu bắc, chúng thường di chuyển từ tây sang đông, mặc dù chúng có thể di chuyển theo hướng bắc-nam cũng như có thể quấn quanh một khu vực có áp suất thấp. Sự vân chuyển được điều khiển bởi lực áp suất chênh lệch (sự khác biệt theo chiều ngang trong áp suất khí quyển) và lực Coriolis (do trục quay trái đất quay quanh trục của nó). Khu vực frông có thể bị bóp méo bởi các đặc điểm địa lý như núi và các vùng nước lớn.

#### Frông lạnh
Vị trí của frông lạnh ở rìa hàng đầu của sự giảm nhiệt độ, trong một phân tích đẳng nhiệt xuất hiện như là cạnh hàng đầu của sự chênh lệch đẳng nhiệt, và nó thường nằm trong một máng nước bề mặt sắc nét. Frông lạnh có thể di chuyển nhanh gấp hai lần frông ấm và tạo ra những thay đổi rõ rệt về thời tiết, vì không khí lạnh dầy đặc hơn không khí ấm và nhanh chóng nâng không khí ấm lên khi không khí lạnh chuyển động. Frông lạnh thường đi kèm với một dải hẹp mưa rào và sấm sét. Trên một bản đồ thời tiết, vị trí bề mặt của frông lạnh được đánh dấu bằng một đường màu xanh lam của tam giác / gai (pips) chỉ về hướng di chuyển, tại cạnh hàng đầu của khối không khí lạnh.

#### Frông nóng

Minh hoạ các đám mây đẩy một frông nóng

Frông nóng đánh dấu vị trí trên bề mặt trái đất, nơi một khối không khí ấm tương đối đã chuyển chỗ bầu không khí lạnh hơn. Sự gia tăng nhiệt độ nằm ở cạnh xích đạo của sự chênh lệch trong đẳng nhiệt, và nằm trong các rãnh áp suất thấp hơn so với trường hợp frông lạnh. Frông nóng di chuyển chậm hơn so với frông lạnh vì không khí lạnh dày đặc hơn và khó hơn để chuyển chỗ từ bề mặt trái đất. Điều này gây ra sự khác biệt nhiệt độ trên frông ấm để được rộng hơn về quy mô. Khối lượng không khí ấm đẩy khối lượng không khí lạnh và sự thay đổi nhiệt độ xảy ra ở độ cao lớn hơn trước các khối lượng ở bề mặt. Các đám mây phía trước frông ấm chủ yếu là mây tầng và mưa rơi tăng dần khi frông tiếp cận. Sương mù cũng có thể xảy ra trước tuyến đường frông nóng. Việc làm cho rõ và làm nóng thường xảy ra nhanh chóng sau tuyến đường frông ấm. Nếu khối không khí ấm không ổn định, sự pha trộn của không khí ấm ẩm sẽ tạo ra những cơn dông được nhúng trong các đám mây tầng phía trước frông, và sau tuyến đường frông, mưa rào sấm sét có thể tiếp tục. Trên bản đồ thời tiết, vị trí bề mặt của frông ấm được đánh dấu bằng một đường màu đỏ của một nửa vòng tròn chỉ về hướng di chuyển.

#### Frông hấp lưu

Hướng dẫn các biểu tượng cho Frông thời tiết có thể được tìm thấy trên bản đồ thời tiết:
1. Frông lạnh
2. Frông nóng
3. Frông tĩnh
4. Frông hấp lưu
5. Khe máng bề mặt
6. đường squall
7. đường khô
8. sóng nhiệt đới
9. Trowal

Frông hấp lưu được hình thành trong quá trình hình thành xoáy thuận (cyclogenesis) khi một frông lạnh vượt qua một frông nóng. Các frông lạnh và nóng uốn cong tự nhiên vào điểm hấp lưu, còn được gọi là điểm ba trạng thái trong khí tượng học. Nó nằm trong một khe máng mạnh, nhưng khối lượng không khí phía sau ranh giới có thể là nóng hoặc lạnh. Trong một hấp lưu lạnh, khối lượng không khí vượt qua frông nóng mát hơn không khí mát phía trước frông nóng, và rẽ xuống dưới cả hai khối lượng không khí. Trong một hấp lưu nóng, khối lượng không khí vượt qua frông nóng không mát như không khí lạnh trước mặt frông nóng, và đi trên không khí lạnh hơn trong khi nâng không khí nóng lên. Nhiều thời tiết khác nhau có thể được tìm thấy dọc theo một frông hấp lưu, với những dông bão có thể xảy ra, nhưng thông thường tuyến đường của chúng liên kết với khối lượng không khí trở nên khô. Các frông hấp lưu được chỉ ra trên một bản đồ thời tiết bằng một đường màu tím với một nửa vòng tròn xen kẽ và hình tam giác chỉ về hướng di chuyển. Các frông hấp lưu thường hình thành xung quanh các khu vực có áp suất thấp trưởng thành.
Trowal là đường phản chiếu trên bề mặt trái đất của một dãy không khí nóng ở trên cao, mà có thể hình thành trong quá trình hấp lưu của một vùng áp suất thấp.

#### Frông tĩnh và đường cắt
Frông tĩnh là một ranh giới không di chuyển giữa hai khối lượng không khí khác nhau, không khối đủ mạnh để thay thế khối khác. Chúng có xu hướng ở lại trong cùng một khu vực trong một thời gian dài, thường là di chuyển bằng sóng . Thường có một sự chênh lệch nhiệt độ rộng đằng sau ranh giới với các đẳng nhiệt có không gian rộng rãi hơn. Nhiều thời tiết khác nhau có thể được tìm thấy dọc theo frông tĩnh, nhưng thường có những đám mây và mưa kéo dài được tìm thấy ở đó. Frông tĩnh hoặc sẽ tiêu tan sau vài ngày hoặc chuyển sang đường cắt, nhưng có thể thay đổi thành frông lạnh hoặc nóng nếu điều kiện ở trên cao thay đổi gây ra việc vận hành một khối lượng hoặc khối khác. Frông tĩnh được đánh dấu trên bản đồ thời tiết với các vòng tròn màu đỏ xen kẽ và các đường viền màu xanh dương chỉ về hướng đối diện, cho thấy không có chuyển động đáng kể nào.
Khi các frông tĩnh trở nên nhỏ hơn về quy mô, thoái hoá đến một vùng hẹp, nơi hướng gió thay đổi trong một khoảng cách ngắn, chúng được gọi là các đường cắt. Nếu đường cắt sẽ trở nên hoạt động với các dông bão, nó có thể hỗ trợ hình thành một cơn bão nhiệt đới hoặc tái sinh của các tính năng trở lại thành một frông tĩnh. Một đường cắt được mô tả dưới dạng một đường chấm màu đỏ và dấu gạch ngang .

## Đặc điểm quy mô trung
Các đặc tính Mesoscale nhỏ hơn các hệ thống quy mô lớn như frông, nhưng lớn hơn các hệ thống quy mô bão như dông bão. Kích thước chiều ngang thường có phạm vi từ hơn mười cây số đến vài trăm cây số.

### Đường khô
Đường khô là ranh giới giữa khối lượng không khí khô và ẩm ướt ở phía đông dãy núi với định hướng tương tự tới dãy núi Rockies, được miêu tả ở rìa hàng đầu của điểm sương, hoặc độ ẩm, độ chệnh lệch. Ở gần bề mặt, không khí ấm ẩm ướt dày đặc hơn là không khí ấm hơn, khô hơn chen vào bên dưới không khí khô theo cách thức tương tự như frông lạnh chen vào bên dưới không khí ấm hơn . Khi không khí ấm ẩm ướt dưới lớp khô làm nóng lên, nó trở nên ít dày đặc và nâng lên và đôi khi tạo thành các dông bão. Ở độ cao lớn hơn, không khí ấm ẩm ướt không dày đặc hơn không khí mát hơn, khô hơn và độ dốc ranh giới đảo ngược. Trong vùng lân cận của vùng đảo ngược ở trên cao, thời tiết khắc nghiệt có thể xảy ra, đặc biệt khi một điểm ba trạng thái được hình thành với một frông lạnh.
Trong những giờ ban ngày, không khí khô hơn từ trên cao chảy xuống bề mặt, làm cho một chuyển động rõ nét của đường khô hướng về phía đông. Vào ban đêm, ranh giới quay về phía tây vì không còn hệ thống sưởi ấm bằng năng lượng mặt trời nữa để hòa trộn bầu khí quyển thấp hơn. Nếu đủ độ ẩm hội tụ trên đường khô, nó có thể là trọng tâm của các cơn dông bão vào buổi chiều và buổi tối. Một đường khô được mô tả trên các phân tích bề mặt của Hoa Kỳ như một đường màu nâu với những con sò điệp, hoặc những va chạm, đối mặt vào trong khu vực ẩm ướt. Các đường khô là một trong số ít frông bề mặt, nơi các hình dạng đặc biệt dọc theo ranh giới vạch ra không nhất thiết phản ánh hướng chuyển động của ranh giới.

### Ranh giới dòng chảy và đường squall

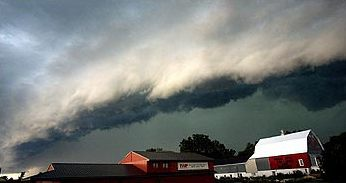
Một đám mây shelf như cái này có thể là một dấu hiệu cho thấy một sự gia tăng tốc độ gió sắp xảy ra

Các khu vực hoạt động của cơn dông bão không chỉ củng cố các khu vực frông hiện có mà còn có thể vượt qua các frông lạnh. Quá trình này xảy ra trong một mẫu mực nơi mà dòng jet cấp cao chia thành hai luồng. Hệ thống đối lưu cấp trung (MCS) hình thành ở điểm phân chia cấp cao trong mô hình gió ở khu vực có dòng chảy tốt nhất cấp thấp. Hệ đối lưu sau đó di chuyển về phía đông và đi theo hướng xích đạo vào trong khu vực ấm, song song với các đường cấp thấp dày đặc. Khi đối lưu mạnh và thẳng hoặc uốn cong, MCS được gọi là một đường squall, với tính năng đặt ở mép hàng đầu, nơi có gió lớn và áp suất tăng lên. Ngay cả các khu vực có sấm sét yếu hơn và ít hiệu quả hơn sẽ dẫn đến không khí mát mẻ cục bộ và áp lực cao hơn, và ranh giới dòng chảy ra ngoài tồn tại trước loại hoạt động này, "SQLN" hoặc "SQUALL LINE", trong khi ranh giới dòng chảy ra ngoài được miêu tả là khe máng với nhãn " OUTFLOW BOUNDARY "hoặc" OUTFLOW BNDRY ".

### Frông gió biển và trên đất liền

Hình thức lưu thông lý tưởng liên quan đến gió biển

Frông gió biển xảy ra vào những ngày nắng khi đất làm nóng lên không khí ở bên trên với nhiệt độ cao hơn nhiệt độ nước. Các ranh giới tương tự từ gió đi xuống trên các hồ và sông trong ngày, cũng như các vùng đất xa bờ vào ban đêm. Vì nhiệt độ nước cụ thể quá cao, nên có ít sự thay đổi nhiệt độ ngày đêm trong các vùng nước, ngay cả vào những ngày nắng. Nhiệt độ nước thay đổi dưới 1 °C (1,8 °F). Ngược lại, đất đai, với nhiệt độ thấp hơn cụ thể, có thể thay đổi vài độ chỉ trong vài giờ .
Vào buổi chiều, áp suất không khí giảm xuống trên mặt đất khi không khí nóng lên. Không khí lạnh hơn trên biển tràn vào để thay thế nó. Kết quả là gió thổi vào bờ tương đối mát mẻ. Quá trình này thường đảo ngược vào ban đêm, nơi có nhiệt độ nước cao hơn so với mặt đất, dẫn đến một làn gió đất liền thổi ra biển. Tuy nhiên, nếu nhiệt độ nước lạnh hơn đất vào ban đêm, gió biển có thể tiếp tục, chỉ hơi giảm. Đây là trường hợp điển hình dọc theo bờ biển California, là ví dụ.
Nếu có đủ độ ẩm, các dông bão có thể hình thành dọc theo các frông gió biển, sau đó có thể đưa ra ranh giới dòng chảy ra ngoài. Điều này gây ra các chế độ gió / áp suất hỗn loạn nếu luồng lái yếu. Giống như tất cả các tính năng bề mặt khác, các frông gió biển nằm bên tron khe máng của áp suất thấp.